# براءات الاختراع في التجارة الإلكترونية
ظهرت براءات الاختراع في التجارة الإلكترونية نتيجة النمو الكبير في صناعة البرمجيات، والرغبة المتزايدة لحماية الاختراعات المرتبطة بالبرمجيات، حيث أصبح من الممكن في معظم الدول الغربية الحصول على براءة اختراع البرمجيات وذلك بسبب ظهور التجارة الإلكترونية، التي أدت إلى زيادة كبيرة في عدد براءات الاختراع المسجلة على الحاسوب وتنفيذ أساليب إنجاز الأعمال.
 

## طرق استفادة شركات التجارة الإلكترونية من البراءات
• ترفع البراءات معنويات الموظفين الذين يواجهون التحديات ويمكن أن يحصلوا من الشركة على مكافآت أو مزايا.
•	تساعد على تسجيل الأفكار الجديدة وتطويرها.
•	تساهم في زيادة قيمة الشركة في مجال الاستثمار وعمليات التمويل والاندماج والاقتناء.
•	تدعم زيادة أسعار منتجات الشركة إذ تمنح لمنتجات الشركة صفات وميزات لا تملكها الشركات المنافسة.
•	تساهم في زيادة مبيعات الشركة إذ تمنح لمنتجات الشركة صفات وميزات لا تملكها الشركات المنافسة.
•	تساعد البراءات الشركة التي تمنح تراخيص للبراءات على توسيع أسواقها و/أو إنشاء قاعدة تسمح للحاصلين على الترخيص من تطوير المنتجات والابتكار فيها بالاستناد إلى البراءة.
•	ويمكن الانتفاع بالبراءات والمشاركة في آن واحد في الهيئات والاتحادات التي تضع المعايير وحيث تضمّ مختلف الشركات جهودها من أجل التمكين من العمل المشترك أو النهوض بجانب من جوانب التكنولوجيا.
وللبراءات فوائد كثيرة وليست هذه القائمة إلا بداية أولى، وليست تلك المزايا حصراً على شركات التجارة الإلكترونية بل إنها تكتسي أهمية خاصة بالنسبة إلى التجارة الإلكترونية. ويرجع ذلك إلى ارتباط التجارة الإلكترونية ارتباطا وثيقا بموضوعات كانت محل أنشطة كثيرة في مجال البراءات في البلدان التي تمنح الحماية لتلك المجالات التكنولوجية.

## براءات الأساليب التجارية وبرامج الحاسوب
من أهم البراءات في نطاق التجارة الإلكترونية هي براءات الأساليب التجارية وبرامج الحاسوب حيث أن
هناك عدد متزايد من البرامج الحاسوبية والأساليب التجارية المشمولة بالحماية بموجب البراءات في الولايات المتحدة واليابان، وتعتبر تلك البرامج أهل للحماية بموجب البراءة شريطة أن تأخذ طابعا تقنيا ولا تقتصر على أفكار مجرّدة.

## مكاتب البراءات
تودع البراءات أولا لدى مكتب البراءات في بلدك وفي معظم البلدان الأخرى أيضا. ويحق لأي شخص أن يودع البراءة لدى مكتب البراءات الوطني المعني، في حال استيفاء الشروط المقررة لذلك، بالمكتب الدولي للويبو بالنسبة إلى البراءات المودعة بناء على معاهدة التعاون بشأن البراءات. ويتيح نظام معاهدة التعاون بشأن البراءات إمكانيات إيداع طلبات البراءات في عدد من البلدان. وهناك أيضا مكاتب إقليمية للبراءات :
- المكتب الأوروبي للبراءات.
- مكتب البراءات التابع لمجلس التعاون الخليجي.[5] [6]
- المنظمة الإقليمية الأفريقية للملكية الصناعية (الأريبو).[7]
- المنظمة الأفريقية للملكية الفكرية.

## أمثلة على براءات اختراعات
- في مجال الدعاية والتسويق :
- براءة اختراع المنفذ الصفري : حيث توفر استخدام «المنبثقة» النوافذ الاعلانية. هذه البراءة منحت في 5 ديسمبر 2000 م.
- براءة اختراع جونو :هو نظام البريد الإلكتروني لعرض الإعلان على جهاز الكمبيوتر المحلي.

- في مجال الشراء عبر الإنترنت :
- براءة اختراع النقرة الواحدة لشركة امازون : هي طريقة ونظام لوضع ترتيب شراء عبر شبكة الاتصالات.

## معدلات تزايد براءات الاختراع
سجل مكتب براءات الاختراع الأمريكي في يوليو 2007 تقرير أنه في عام 2006، عدد طلبات براءات الاختراع لأساليب العمل بلغت ما يزيد على 9,000 براءة.
تظهر البيانات أن معدل الزيادة لعام 2001 كان 45 ٪، 44 ٪ لعام 2002، و 19 ٪ لعام 2006.